# Порденоне
За провинцията вижте Порденоне (провинция).
Пордено̀не (на италиански: Pordenone, на фриулски: Pordenon) е град и община в североизточна Италия, административен център на провинция Порденоне в регион Фриули-Венеция Джулия. Разположен е на 24 m надморска височина. Населението на града е 51 512 души (към септември 2009).